# Tobias Revelant
Tobias Revelant (* 6. März 2004 in Villach) ist ein österreichischer Fußballspieler.

## Karriere
Revelant begann seine Karriere beim SV Möllbrücke. Zur Saison 2014/15 wechselte er zum SV Baldramsdorf. Zur Saison 2015/16 kehrte er zu Möllbrücke zurück. Im März 2019 wechselte er zum Regionalligisten FC Lendorf. Für Lendorf kam er bis zum Ende der Saison 2018/19 zu zwei Einsätzen in der Regionalliga, aus der sich der Verein aber zurückzog. In der Saison 2019/20 spielte er anschließend zweimal in der viertklassigen Kärntner Liga. Im Jänner 2020 schloss er sich dem sechstklassigen FC Lurnfeld an, für den er aber aufgrund des COVID-bedingten Saisonabbruchs nicht zum Einsatz kam.
Zur Saison 2020/21 kehrte Revelant nach Lendorf zurück, blieb aber als Kooperationsspieler in Lurnfeld gemeldet. Dort absolvierte er bis zur Winterpause 13 Partien in der 1. Klasse. Im Jänner 2021 wechselte er zu Lendorfs Ligakonkurrenten SV Dellach/Gail, für den er einmal auflief. Zur Saison 2021/22 wechselte er zum Bundesligisten SK Austria Klagenfurt. Bei den Klagenfurtern spielte er in der Saison 2021/22 für die Amateure in der fünftklassigen Unterliga, zudem kam er in der Akademie der Kärntner zum Zug. Mit Klagenfurt II stieg er zu Saisonende in die Kärntner Liga auf.
Nach 36 Einsätzen für Klagenfurts Amateure schloss Revelant sich im Jänner 2023 dem SV Spittal/Drau an. Für Spittal lief er sechsmal in der vierthöchsten Spielklasse auf. Zur Saison 2023/24 wechselte der Flügelspieler in die Steiermark zum Regionalligaaufsteiger ASK Voitsberg. Dort spielte er aber keine Rolle und kam bis zur Winterpause lediglich einmal zum Zug. Im Jänner 2024 kehrte er daraufhin nach Kärntner zurück und wechselte zum fünftklassigen SC St. Veit. Für St. Veit erzielte er bis Saisonende elf Tore in zwölf Einsätzen in der Unterliga und stieg mit dem Verein die vierthöchste Spielklasse auf.
Zur Saison 2024/25 wechselte Revelant ein zweites Mal zu einem Bundesligisten. Diesmal schloss er sich den Amateuren des Grazer AK an. Im März 2025 debütierte er für die Profis der Grazer in der Bundesliga, als er am 20. Spieltag jener Saison gegen den FK Austria Wien in der 83. Minute für Petar Filipovic eingewechselt wurde. Insgesamt kam er zu zwei Bundesligaeinsätzen für den GAK. Zur Saison 2025/26 wechselte er zu Regionalligist Deutschlandsberger SC.